# Ian Paisley
Ian Paisley (Armagh, 6 de abril de 1926 – Belfast, 12 de setembro de 2014) foi um líder religioso fundamentalista e ativista político norte-irlandês. Primeiro-ministro da Irlanda do Norte de 2005 a 2008, Paisley se dedicou a defender o Protestantismo e a união da Irlanda do Norte com o Reino Unido. Foi membro do parlamento britânico desde 1970, sendo assim o parlamentar norte-irlandês com mais tempo de atividade ininterrupta.

## Vida pessoal
Ian Richard Kyle Paisley nasceu em Armagh, Condado de Armagh, e foi criado na cidade de Ballymena, Condado de Antrim, onde seu pai, James Kyle Paisley, era um pastor batista independente que havia servido anteriormente nos Voluntários do Ulster sob o comando de Edward Carson.Sua mãe era escocesa.
Paisley casou-se com Eileen Cassells em 13 de outubro de 1956. Eles tiveram cinco filhos, as filhas Sharon, Rhonda e Cherith e os filhos gêmeos, Kyle e Ian. Três de seus filhos seguiram o pai na política ou na religião: Kyle é um ministro presbiteriano livre; Ian era um deputado do DUP; e Rhonda, uma vereadora aposentada do DUP. Ele tinha um irmão, Harold, que também é um fundamentalista evangélico.
Paisley se via principalmente como um Ulsterman. No entanto, apesar de sua hostilidade ao republicanismo irlandês e à República da Irlanda, ele também se via como um irlandês e disse que "você não pode ser um Ulsterman sem ser um irlandês".

## Carreira religiosa
Quando era adolescente, Paisley decidiu seguir seu pai e se tornar um ministro cristão. Ele fez seu primeiro sermão aos 16 anos em um salão missionário no Condado de Tyrone. No final da década de 1940, ele fez treinamento teológico na Barry School of Evangelism (agora chamada de Wales Evangelical School of Theology), e mais tarde, por um ano, no Reformed Presbyterian Theological Hall em Belfast.
Em junho de 1950, Paisley estava pregando em uma Campanha do Evangelho dos Velhos Tempos em um terreno baldio na Moore Street, na área inferior da Ravehill Road, em Belfast. Um ano depois, uma congregação da Igreja Presbiteriana na Irlanda (PCI) foi proibida pelas autoridades da igreja de realizar uma reunião em seu próprio salão da igreja, na qual Paisley seria o orador. Em resposta, os líderes daquela congregação deixaram a PCI e começaram uma nova denominação, a Igreja Presbiteriana Livre do Ulster, com Paisley, que tinha apenas 25 anos na época. Paisley logo se tornou o líder (ou moderador ) da Igreja Presbiteriana Livre e foi reeleito todos os anos, pelos próximos 57 anos.

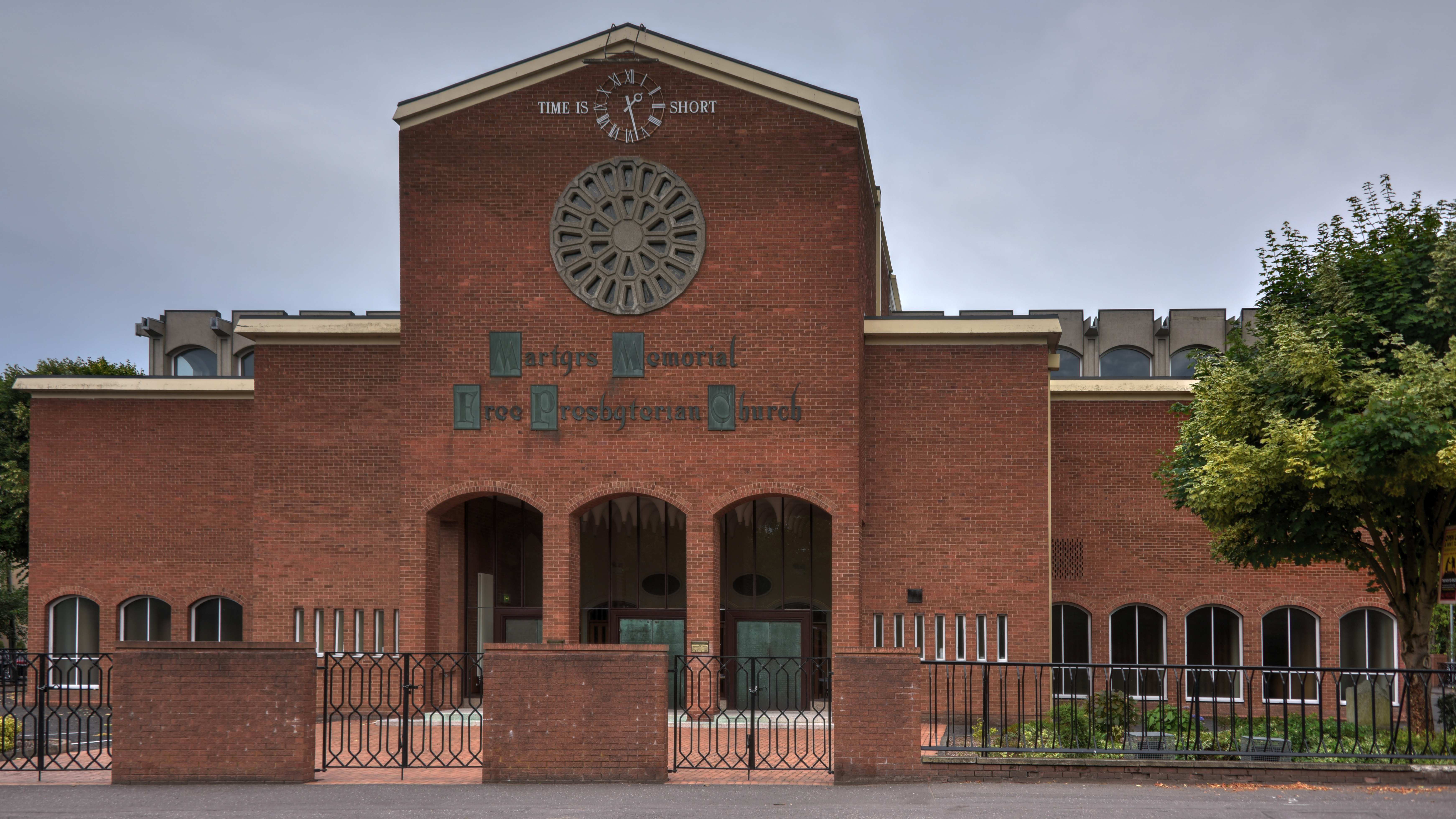
Igreja Presbiteriana Livre Memorial dos Mártires, onde Paisley pregou

A Igreja Presbiteriana Livre é uma igreja evangélica fundamentalista, que exige separação estrita de "qualquer igreja que se tenha afastado das doutrinas fundamentais da Palavra de Deus". Paisley promoveu uma forma altamente conservadora de literalismo bíblico e anticatolicismo, que ele descreveu como "protestantismo bíblico". O site do braço de relações públicas de Paisley, o Instituto Europeu de Estudos Protestantes, descrevia o propósito do instituto como "expor a Bíblia, expor o papado e promover, defender e manter o protestantismo bíblico na Europa e em outros lugares". Paisley criou seu próprio jornal em fevereiro de 1966, o Protestant Telegraph, como um mecanismo para espalhar ainda mais sua mensagem.
Na década de 1960, Paisley desenvolveu um relacionamento com a fundamentalista Bob Jones University, localizada em Greenville, Carolina do Sul. Em 1966, ele recebeu um doutorado honorário em divindade da instituição e posteriormente serviu em seu conselho de curadores. Esse relacionamento levaria mais tarde ao estabelecimento da Igreja Presbiteriana Livre da América do Norte em 1977. Seu doutorado honorário, juntamente com sua obstinação política, levou ao apelido de Paisley de "Dr. Não".
Quando a Princesa Margarida e a Rainha Mãe se encontraram com o Papa João XXIII em 1958, Paisley as condenou por "cometerem fornicação espiritual e adultério com o Anticristo". Quando o Papa João morreu em junho de 1963, Paisley anunciou a uma multidão de seguidores que "este homem romanista do pecado está agora no Inferno!". Ele organizou protestos contra o arriamento de bandeiras em prédios públicos para marcar a morte do Papa.
Em 1988, tendo dado aviso prévio de suas intenções, Paisley interrompeu um discurso proferido pelo Papa João Paulo II no Parlamento Europeu. Paisley gritou "Eu o denuncio como o Anticristo!" e ergueu um cartaz com os dizeres "Papa João Paulo II ANTICRISTO". Outros eurodeputados zombaram de Paisley, atiraram papéis nele e arrancaram seu cartaz, mas ele apresentou outro e continuou gritando. Ele foi advertido pelo presidente parlamentar Lord Plumb, que o excluiu formalmente. Ele foi então removido à força da câmara. Paisley afirma que foi ferido por outros eurodeputados — incluindo Otto von Habsburg — que o agrediram e atiraram objetos nele.
Paisley acreditava que a União Europeia faz parte de uma conspiração para criar um superestado católico romano controlado pelo Vaticano. Ele afirmou em um artigo que a cadeira n.º 666 no Parlamento Europeu está reservada para o Anticristo.
Paisley continuou a denunciar a Igreja Católica e o Papa após o incidente. Em uma entrevista para a televisão para The Unquiet Man, um documentário de 2001 sobre a vida de Paisley, ele expressou seu orgulho por ser "a única pessoa a ter a coragem de denunciar o Papa". No entanto, após a morte do Papa João Paulo II em 2005, Paisley expressou simpatia pelos católicos, dizendo: "Podemos entender como os católicos romanos se sentem com a morte do Papa e não queremos de forma alguma interferir em sua expressão de tristeza e pesar neste momento."
Paisley e seus seguidores também protestaram contra o que viam como exemplos de blasfêmia na cultura popular, incluindo as produções teatrais Jesus Christ Superstar e Jerry Springer: The Opera, além de serem fortemente antiaborto.
Paisley pregou contra a homossexualidade, apoiou leis que a criminalizavam e fez piquetes em vários eventos pelos direitos dos homossexuais. Ele a denunciou como "um crime contra Deus e o homem e sua prática é um passo terrível para a desmoralização total de qualquer país". Salvem a Irlanda da Sodomia foi uma campanha lançada por Paisley em 1977, em oposição à Campanha da Irlanda do Norte pela Reforma da Lei Homossexual, estabelecida em 1974. A campanha de Paisley buscou impedir a extensão à Irlanda do Norte da Lei de Ofensas Sexuais de 1967, que havia descriminalizado atos homossexuais entre homens com mais de 21 anos na Inglaterra e no País de Gales. A campanha de Paisley fracassou quando a legislação foi aprovada em 1982 como resultado da decisão do ano anterior do Tribunal Europeu dos Direitos Humanos no caso Dudgeon v Reino Unido. Até hoje, seu partido continua a adotar uma postura de combate à homossexualidade.

## Carreira política, 1949-2010

### Ativismo precoce
Em 1949, Paisley formou uma filial da Irlanda do Norte da União Nacional dos Protestantes , sendo o grupo liderado no Reino Unido por seu tio, W. St Clair Taylor. O primeiro envolvimento político de Paisley ocorreu nas eleições gerais de 1950, quando fez campanha em nome do candidato bem-sucedido do Partido Unionista do Ulster (UUP) em Belfast West, o ministro da Igreja da Irlanda, James Godfrey MacManaway. O deputado unionista independente Norman Porter assumiu a liderança da União Nacional dos Protestantes, enquanto Paisley se tornou tesoureiro, mas Paisley saiu depois que Porter se recusou a ingressar na Igreja Presbiteriana Livre.
Paisley chegou às manchetes pela primeira vez em 1956, quando Maura Lyons, uma católica de Belfast de 15 anos que duvidava de sua fé, procurou sua ajuda e foi contrabandeada ilegalmente para a Escócia por membros de sua Igreja Presbiteriana Livre. Paisley exibiu publicamente uma fita de sua conversão religiosa, mas se recusou a ajudar na busca por ela, dizendo que preferia ir para a prisão a devolvê-la à sua família católica. Lyons acabou retornando à sua família e ao catolicismo.
Em 1956, Paisley foi um dos fundadores da Ação Protestante do Ulster (UPA). Seu propósito inicial era organizar a defesa das áreas protestantes contra as atividades antecipadas do Exército Republicano Irlandês (IRA). Realizou patrulhas de vigilantes, fez barricadas nas ruas e elaborou listas de suspeitos do IRA em Belfast e áreas rurais. O UPA se tornaria mais tarde o Partido Unionista Protestante em 1966. Filiais de fábrica e local de trabalho do UPA foram formadas, incluindo uma por Paisley na área de Ravenhill em Belfast sob seu controle direto. A preocupação do UPA passou a se concentrar cada vez mais na defesa do "protestantismo bíblico" e dos interesses protestantes no que diz respeito a empregos e moradia. O UPA também fez campanha contra a alocação de moradias públicas para católicos.
À medida que Paisley passou a dominar a UPA, recebeu suas primeiras condenações por ofensas à ordem pública. Em junho de 1959, Paisley discursou em um comício da UPA no distrito predominantemente protestante de Shankill, em Belfast. Durante o discurso, ele gritou os endereços de algumas casas e empresas de propriedade de católicos na área. Essas casas e empresas foram então atacadas pela multidão; janelas foram quebradas, lojas foram saqueadas e " Taigs fora" foi pintado nas portas.
Durante a campanha eleitoral geral do Reino Unido de 1964, um candidato republicano irlandês exibiu uma bandeira tricolor irlandesa na janela de seu escritório em uma área republicana de Belfast. Paisley ameaçou que se a Royal Ulster Constabulary (RUC) não removesse a bandeira tricolor, ele lideraria uma marcha até o escritório e a retiraria ele mesmo. A Lei de Bandeiras e Emblemas proibia a exibição pública de qualquer símbolo, com exceção da Bandeira da União, que pudesse causar uma violação da paz. Em resposta, policiais armados chegaram ao prédio, arrombaram o interior e apreenderam a bandeira. Isso levou a graves tumultos entre os republicanos e a RUC. Trinta pessoas, incluindo pelo menos 18 policiais, tiveram que ser hospitalizadas.

### Oposição ao movimento pelos direitos civis
Em 1964, uma campanha pacífica pelos direitos civis começou na Irlanda do Norte. O movimento pelos direitos civis buscava acabar com a discriminação contra católicos e pessoas de origem católica pelo governo protestante e unionista da Irlanda do Norte. Paisley instigou e liderou a oposição leal ao movimento pelos direitos civis nos anos seguintes. Ele também liderou a oposição contra Terence O'Neill, primeiro-ministro da Irlanda do Norte . Embora O'Neill também fosse unionista, Paisley e seus seguidores o viam como sendo muito "brando" com o movimento pelos direitos civis e se opunham às suas políticas de reforma e reconciliação.
Em abril de 1966, Paisley e seu associado Noel Doherty fundaram o Comitê de Defesa da Constituição do Ulster (UCDC) e sua ala paramilitar, os Voluntários Protestantes do Ulster (UPV). Na época, os republicanos irlandeses estavam comemorando o 50º aniversário da Revolta da Páscoa. Embora o IRA estivesse inativo, legalistas como Paisley alertaram que ele estava prestes a ser revivido e lançar outra campanha contra a Irlanda do Norte. Ao mesmo tempo, um grupo paramilitar legalista que se autodenominava "Força de Voluntários do Ulster" (UVF) surgiu na área de Shankill , em Belfast, liderado por Gusty Spence. Muitos de seus membros também eram membros do UCDC e do UPV, incluindo o secretário do UCDC e líder do UPV, Noel Doherty. Paisley agradeceu publicamente ao UVF por participar de uma marcha em 7 de abril. Paisley forçou o governo de Stormont a mobilizar os B-Specials durante todo o mês de abril com a esperança de proibir a comemoração pública do quinquagésimo aniversário da Revolta da Páscoa de 1916. Paisley falhou neste objetivo, mas conseguiu pressionar o governo a proibir os trens da República que transportavam pessoas para a Irlanda do Norte para as cerimônias. Em maio e junho, a UVF bombardeou com bombas de gasolina várias casas, escolas e empresas católicas. Também matou a tiros dois civis católicos enquanto caminhavam para casa. Essas são às vezes vistas como as primeiras mortes dos Troubles. Após os assassinatos, a UVF foi proibida e Paisley negou qualquer conhecimento de suas atividades. Um dos condenados pelos assassinatos disse após sua prisão: "Sinto muito por ter ouvido falar daquele homem, Paisley, ou por ter decidido segui-lo".
Paisley mais tarde criaria dois outros grupos paramilitares: a Terceira Força em 1981 e a Resistência do Ulster em 1986.
Em 6 de junho de 1966, Paisley liderou uma marcha até a Assembleia Geral da Igreja Presbiteriana contra o que ele alegou ser sua "tendência Romeward". As autoridades permitiram que os manifestantes passassem pelo bairro católico Cromac Square carregando cartazes com slogans anticatólicos. Jovens católicos atacaram a marcha e entraram em confronto com a RUC. Muitos ficaram feridos e carros e empresas foram destruídos. Após os tumultos, Paisley foi acusado de reunião ilegal e condenado a três meses de prisão. O Belfast Telegraph declarou que as organizações de Paisley "representam um desafio à autoridade legal não menos sério em essência do que o do IRA". Em 22 de julho de 1966, os paisleyitas entraram em confronto com a RUC do lado de fora da prisão de Crumlin Road , onde Paisley estava detido. No dia seguinte, multidões protestantes, com milhares de pessoas, "invadiram a cidade, quebrando janelas e tentando danificar estabelecimentos pertencentes a católicos". Em resposta, as autoridades proibiram todas as reuniões e marchas em Belfast por três meses.
Em 30 de novembro de 1968, horas antes de uma marcha pelos direitos civis em Armagh , Paisley e Ronald Bunting chegaram à cidade em um comboio de carros. Homens armados com porretes cravejados de pregos saíram dos carros e tomaram o centro da cidade para impedir a marcha. A RUC interrompeu a marcha pelos direitos civis, provocando indignação dos ativistas. Em 25 de março de 1969, Paisley e Bunting foram presos por organizar a contramanifestação ilegal. Em 6 de maio, eles foram libertados durante uma anistia geral para pessoas condenadas por crimes políticos.
Em março-abril de 1969, os Voluntários Protestantes do Ulster (UPV) bombardearam instalações de água e eletricidade na Irlanda do Norte, deixando grande parte de Belfast sem energia e água. Paisley e o UPV culparam os atentados ao IRA adormecido e a elementos do movimento pelos direitos civis. O Protestant Telegraph de Paisley os chamou de "o primeiro ato de sabotagem perpetrado pelo IRA desde a campanha assassina de 1956", alertando que era "uma indicação sinistra do que está por vir para o Ulster". Muitas pessoas acreditaram nessas alegações de responsabilidade do IRA. O apoio unionista a O'Neill diminuiu e, em 28 de abril, ele renunciou ao cargo de primeiro-ministro. A abordagem de Paisley levou-o, por sua vez, a opor-se aos sucessores de O'Neill como Primeiro-Ministro, o Major James Chichester-Clark (mais tarde Lord Moyola) e Brian Faulkner.

A campanha pelos direitos civis e os ataques a ela por legalistas e policiais culminaram nos distúrbios de agosto de 1969. Os distúrbios de 1969 na Irlanda do Norte, na Divis Street, foram os piores em Belfast desde a década de 1930. Nacionalistas irlandeses católicos entraram em confronto com a polícia e com legalistas, que invadiram bairros católicos e queimaram dezenas de casas e empresas. Isso levou ao envio de tropas britânicas e é visto por muitos como o início dos conflitos. Os jornalistas Patrick Bishop e Eamonn Mallie disseram sobre os distúrbios em Belfast: "Ambas as comunidades estavam dominadas por uma paranoia crescente sobre as intenções da outra. Os católicos estavam convencidos de que estavam prestes a se tornar vítimas de um pogrom protestante; os protestantes, de que estavam às vésperas de uma insurreição do IRA". Após os distúrbios, Paisley teria dito:
As casas católicas incendiaram-se porque estavam carregadas com bombas de gasolina; as igrejas católicas foram atacadas e queimadas porque eram arsenais e os padres distribuíram metralhadoras aos paroquianos.

### Sucesso eleitoral e fundação do DUP
Em 16 de abril de 1970, em uma eleição suplementar para o Parlamento da Irlanda do Norte , Paisley, representando o Partido Unionista Protestante, ganhou a cadeira de Bannside anteriormente ocupada pelo primeiro-ministro Terence O'Neill. Outro candidato do PUP, William Beattie, ganhou a cadeira de South Antrim. Nas eleições gerais do Reino Unido de 1970 , Paisley ganhou a cadeira de North Antrim. Essas eleições foram "mais uma evidência da dissolução do bloco unionista e do desconforto entre uma grande parte dos protestantes sobre as medidas de reforma introduzidas sob Chichester-Clark ".

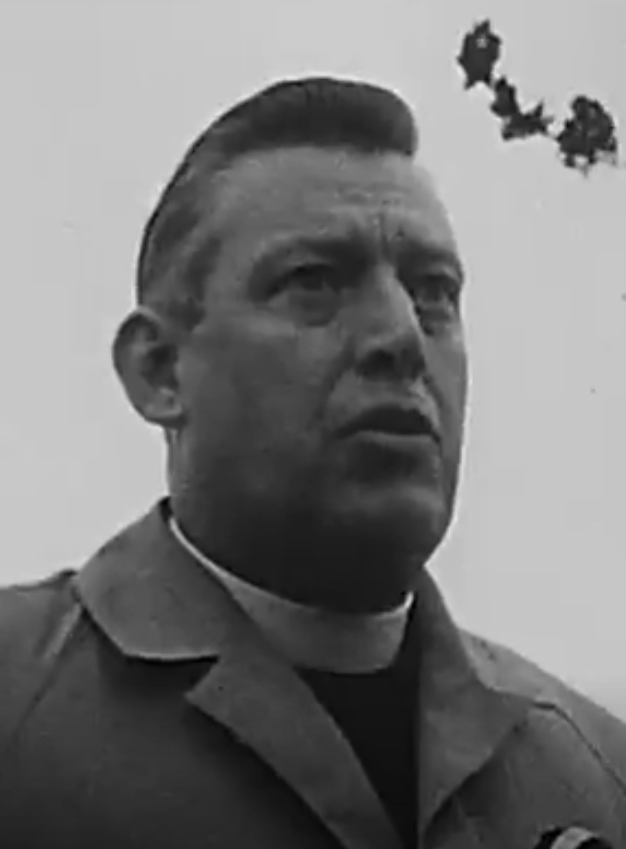
Paisley em 1970

Em 30 de setembro de 1971, Paisley e Desmond Boal fundaram o Partido Unionista Democrático (DUP).

### Relação com o SDLP nacionalista
A partir da década de 1960, um de seus principais rivais foi o líder dos direitos civis e cofundador do Partido Social-Democrata e Trabalhista (SDLP) nacionalista, John Hume. Documentos do governo britânico, divulgados em 2002, mostram que em 1971 Paisley tentou chegar a um acordo com o SDLP. A tentativa foi feita por meio do então secretário do gabinete britânico, Sir Burke Trend . Os documentos mostram que Paisley havia indicado que poderia "chegar a um acordo com os líderes da minoria católica, o que forneceria a base de um novo governo em Stormont". Parece que a mudança foi rejeitada quando ficou claro para o SDLP que isso teria criado uma aliança muito unilateral. Falando sobre o acordo em 2002, Paisley disse:
O SDLP não queria seguir o caminho que nós gostaríamos que eles seguissem. Eu não diria que houve conversas, houve uma troca de pontos de vista entre nós, mas nunca chegou a lugar nenhum. Estávamos preparados para tentar encontrar uma maneira de governar a Irlanda do Norte e para que pessoas de ambas as religiões pudessem ficar satisfeitas com a forma como ela estava sendo governada, mas tudo se baseava no ponto-chave: a pessoa com poder seria aquela a quem o povo desse poder.
Numa entrevista durante a campanha do referendo após a assinatura do Acordo de Sexta-Feira Santa de 1998, ele declarou que era "oposto à partilha do poder com os nacionalistas porque os nacionalistas apenas partilham o poder para destruir a Irlanda do Norte", referindo-se claramente ao SDLP e ao Sinn Féin.

### Campanha contra o Acordo de Sunningdale

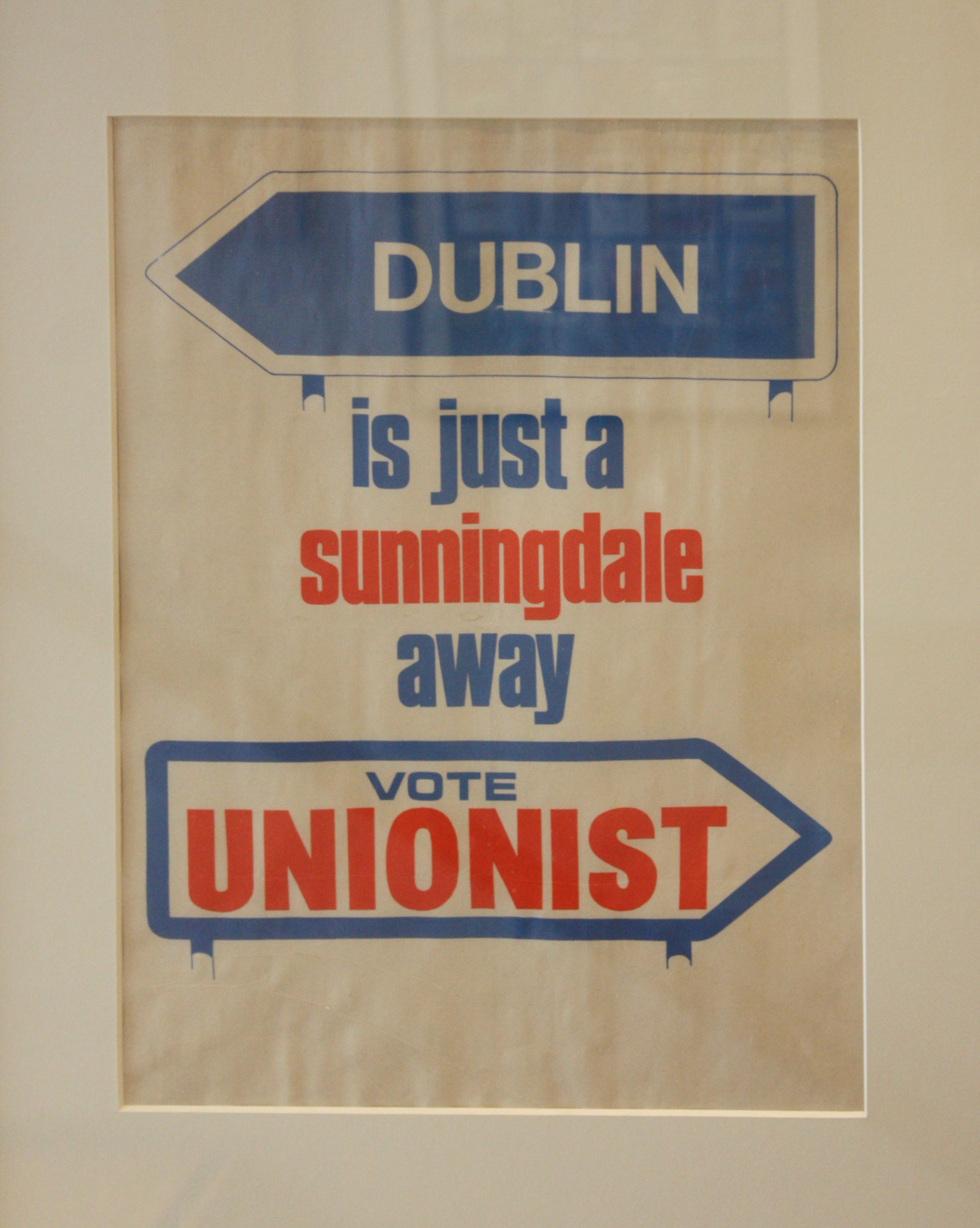
Um cartaz do United Ulster Unionist, alertando que o Acordo de Sunningdale levaria à "Regra de Dublin" (ou seja, uma Irlanda unida)

Paisley, juntamente com o líder anti-Acordo do Partido Unionista do Ulster, Harry West, e o líder da Vanguarda do Ulster, William Craig, formaram o Conselho Unionista Unido do Ulster (UUUC) para se opor ao Acordo de Sunningdale, de dezembro de 1973, que estabeleceu um novo governo para a Irlanda do Norte, no qual unionistas e nacionalistas compartilhariam o poder. Seu slogan era Dublin é apenas um Sunningdale de distância.
 

Em um protesto anti-Acordo em janeiro de 1974, Paisley declarou:
O Sr. Faulkner diz que são "mãos atravessando a fronteira" para Dublin. Eu digo que se eles não se comportarem no Sul , serão tiros atravessando a fronteira!
Em 15 de maio de 1974, o UWC convocou uma greve geral com o objetivo de derrubar o Acordo e o novo governo. Um comitê de coordenação foi criado para ajudar a organizar a greve. Incluía Paisley e os outros líderes do UUUC, os líderes do UWC e os chefes dos grupos paramilitares lealistas. Seu presidente era Glenn Barr, um membro de alto escalão do Ulster Vanguard e da UDA. Em sua primeira reunião, Barr chegou atrasado e encontrou Paisley sentado à cabeceira da mesa. Barr disse a ele "você pode ser o presidente do Partido Unionista Democrático, mas eu sou o presidente do comitê de coordenação, então saia da frente". Paisley se moveu da cabeceira da mesa, mas levou a cadeira consigo e os dois discutiram sobre a cadeira em si, com Paisley eventualmente autorizado a ficar com ela, pois ele alegou precisar de uma cadeira com braços devido a dores nas costas.
A greve durou quatorze dias e paralisou a Irlanda do Norte. Paramilitares legalistas ajudaram a impor a greve bloqueando estradas e intimidando trabalhadores. Em 17 de maio, o terceiro dia da greve, os legalistas detonaram quatro carros-bomba em Dublin e Monaghan, na República da Irlanda. As bombas mataram 33 civis e feriram 300, tornando-se o ataque mais mortal dos Troubles e o ataque terrorista mais mortal da história da República. Em uma entrevista nove meses antes de sua morte, Paisley disse que ficou "chocado" com os bombardeios, mas afirmou que o governo da República provocou o ataque.

### Greve do Conselho de Ação Unionista
Em 1977, o United Unionist Action Council (UUAC) foi formado a partir do UUUC. O conselho era presidido por Joseph Burns e incluía Paisley, Ernest Baird (líder do United Ulster Unionist Movement), membros do Ulster Workers' Council e líderes de paramilitares leais, incluindo a UDA, Orange Volunteers e Down Orange Welfare. O UUAC também estabeleceu seu próprio grupo de vigilantes leais, chamado Ulster Service Corps (USC).
Em 3 de maio de 1977, a UUAC organizou uma greve geral. Foi vista pelo público como a "greve de Paisley", devido ao seu papel proeminente nela. Os principais objetivos da greve eram restaurar o governo descentralizado na Irlanda do Norte sob um sistema de maioria simples (ou seja, unionista) e forçar o governo britânico a introduzir medidas de segurança mais duras contra o IRA. Como em 1974, os paramilitares leais tentaram impor a greve bloqueando estradas, intimidando trabalhadores e atacando empresas que se recusaram a cooperar. No entanto, ao contrário de 1974, muitos trabalhadores se recusaram a aderir à greve e as forças de segurança estavam mais bem preparadas. O Ulster Service Corps montou bloqueios de estradas e realizou patrulhas em áreas rurais. Alguns membros carregavam armas, embora geralmente fossem armas de fogo de posse legal. Durante um discurso na Câmara dos Comuns, Paisley afirmou ter participado de algumas dessas patrulhas e encorajou seus apoiadores a se juntarem ao grupo. Em 10 de maio, o motorista de ônibus protestante Harry Bradshaw foi morto a tiros por legalistas por trabalhar durante a greve, e o soldado da UDR John Geddis foi morto quando legalistas bombardearam um posto de gasolina que havia permanecido aberto. Nesse mesmo dia, Paisley, Baird e outros membros da UUAC foram presos em um bloqueio rodoviário nos arredores de Ballymena. Paisley foi acusado de obstrução da rodovia e depois liberado.
Em 13 de maio, a greve foi cancelada. A greve foi amplamente vista como um fracasso, mas Paisley — que havia dito que abandonaria a política se ela falhasse — declarou-a um sucesso e continuou sua carreira. A RUC relatou posteriormente que três pessoas foram mortas por legalistas durante a greve, 41 oficiais da RUC ficaram feridos, houve milhares de relatos de intimidação e 115 pessoas foram acusadas de crimes.

### Eleição para o Parlamento Europeu
Paisley se opôs à Comunidade Econômica Europeia (CEE), mas se candidatou ao Parlamento Europeu para dar uma plataforma às suas opiniões e às de seus apoiadores. Em junho de 1979, na primeira eleição para o Parlamento Europeu, Paisley ganhou uma das três cadeiras da Irlanda do Norte. Ele liderou a pesquisa, com 29,8% dos votos de primeira preferência. Em 17 de julho, Paisley interrompeu os procedimentos de abertura do Parlamento Europeu para protestar que a Union Jack do lado de fora do prédio estava voando de cabeça para baixo. Em 18 de julho, Paisley tentou interromper Jack Lynch — então Taoiseach (primeiro-ministro irlandês) e presidente do Conselho Europeu — enquanto ele fazia um discurso no Parlamento. Paisley foi calado por outros eurodeputados.
Paisley manteve facilmente o seu lugar em todas as eleições europeias até se demitir em 2004, recebendo o maior voto popular de todos os eurodeputados britânicos (embora a Irlanda do Norte utilize um sistema eleitoral diferente do da Grã-Bretanha para as eleições europeias, os números não são estritamente comparáveis).

### Terceira Força
Na noite de 6 de fevereiro de 1981, Paisley convocou jornalistas para uma encosta no Condado de Antrim, onde havia reunido 500 homens. Os homens foram fotografados em formação militar, brandindo no ar o que supostamente eram certificados de porte de armas. Paisley declarou: "Este é um pequeno símbolo dos homens que estão posicionados para devastar qualquer tentativa de Margaret Thatcher e Charles Haughey de destruir a União". Ele acrescentou: "Assumirei total responsabilidade por tudo o que esses homens fizerem. Não nos deteremos por nada."

Paisley ajudou a organizar mais comícios noturnos em 1º de abril, onde grandes grupos de homens brandiram mais pedaços de papel. Eles foram realizados em encostas perto de Gortin, Armagh e Newry. Em Gortin, a polícia foi atacada e dois veículos policiais capotados. Em 16 de novembro, Paisley discursou em um grande comício da Terceira Força em Enniskillen, onde centenas de homens marcharam em uma demonstração de força. Paisley organizou um 'Dia de Ação' leal em 23 de novembro, para pressionar o governo britânico a adotar uma linha mais dura contra o IRA. Comícios foram realizados em áreas protestantes da Irlanda do Norte e vários negócios fecharam. O DUP e o UUP realizaram comícios separados na Prefeitura de Belfast. Naquela noite, Paisley discursou em um comício da Terceira Força em Newtownards, onde milhares de homens mascarados e uniformizados marcharam diante dele. Ele declarou:
Meus homens estão prontos para serem recrutados pela coroa para destruir os vermes do IRA. Mas se eles se recusarem a recrutá-los, não teremos outra decisão a tomar senão destruir o IRA nós mesmos!
Em 3 de dezembro, Paisley afirmou que a Terceira Força tinha entre 15.000 e 20.000 membros. James Prior, Secretário de Estado da Irlanda do Norte , respondeu que exércitos privados não seriam tolerados.
Em dezembro de 1981, o Departamento de Estado dos Estados Unidos revogou o visto de Paisley, citando sua "retórica divisionista" e forçando-o a cancelar os planos de uma turnê de duas semanas para palestras e arrecadação de fundos nos EUA. Ele insistiu que o cancelamento fazia parte de uma "conspiração entre o governo Thatcher e o governo dos EUA para trair o Ulster".

### Campanha contra o Acordo Anglo-Irlandês
Liderados por Paisley e pelo líder do UUP, James Molyneaux, os unionistas montaram uma grande campanha de protesto contra o Acordo Anglo-Irlandês, apelidada de "Ulster Diz Não". Ambos os partidos unionistas renunciaram aos seus assentos na Câmara dos Comuns britânica, suspenderam as reuniões do conselho distrital e apoiaram uma campanha de desobediência civil em massa. Houve greves e manifestações de protesto em massa. Em 23 de novembro de 1985, mais de 100.000 pessoas compareceram a uma manifestação na Prefeitura de Belfast. A manifestação foi dirigida por Paisley e Molyneaux. Em seu discurso, Paisley declarou a famosa frase:
De onde os terroristas operam? Da República da Irlanda!
Para onde os terroristas retornam em busca de refúgio? Para a República da Irlanda!
E, no entanto, a Sra. Thatcher nos diz que a República deve ter alguma palavra a dizer na nossa Província.

Nós dizemos Nunca! Nunca! Nunca! Nunca!
Em 23 de junho de 1986, Paisley e outros 21 políticos unionistas ocuparam o edifício do Parlamento de Stormont em protesto contra o Acordo, enquanto 200 apoiadores protestavam do lado de fora e entraram em confronto com a polícia. Paisley e os outros foram removidos à força pela polícia no dia seguinte. Ele gritou para os policiais: "Não venham chorar para mim se suas casas forem atacadas. Vocês colherão o que plantarem!" Durante a campanha contra o Acordo, militantes leais atacaram as casas de mais de 500 policiais, forçando 150 famílias a se mudarem. Naquela noite, ele discursou em um comício do Ulster Clubs em Larne e alertou:
Se o governo britânico nos forçar a trilhar o caminho para uma Irlanda unida , lutaremos até a morte! […] Isso pode resultar em combates corpo a corpo em todas as ruas da Irlanda do Norte. Estamos à beira de uma guerra civil […] Pedimos às pessoas que estejam preparadas para o pior e eu as liderarei.
Em 10 de julho, Paisley e o vice-líder do DUP, Peter Robinson, lideraram 4.000 legalistas em um protesto matinal no qual eles "tomaram" e "ocuparam" a cidade de Hillsborough em protesto contra o Acordo. O Castelo de Hillsborough é onde o Acordo foi assinado.
Em 10 de novembro de 1986, um grande comício privado foi realizado no Ulster Hall. No comício, Paisley e os membros do DUP Peter Robinson e Ivan Foster anunciaram a formação do Movimento de Resistência do Ulster (URM). Esta era uma organização paramilitar leal cujo propósito era "tomar medidas diretas quando e como necessário" para derrubar o Acordo e derrotar o republicanismo. Paisley, que estava na plataforma com uma boina vermelha , disse "há muitos como eu que gostariam de ver o Acordo derrubado por meios democráticos, mas não seríamos todos tolos se não estivéssemos preparados?". Outros comícios de recrutamento foram realizados em cidades por toda a Irlanda do Norte e o movimento foi organizado em nove 'batalhões'. No ano seguinte, o URM ajudou a contrabandear um grande carregamento de armas para a Irlanda do Norte, que foram divididas entre o URM, UVF e UDA. A maior parte, mas não todo, do armamento foi apreendido pela polícia em 1988. Em 1989, membros do URM tentaram trocar os projetos de mísseis de Shorts por armas do regime do apartheid sul-africano. Após essas revelações, o DUP afirmou ter cortado seus laços com o URM em 1987.
Em 9 de dezembro de 1986, Paisley foi novamente expulso do Parlamento Europeu por interromper continuamente um discurso de Margaret Thatcher.

### Disputa de Drumcree
Paisley esteve envolvido na disputa de Drumcree durante o final dos anos 1980 e 1990. Ele apoiou o direito da Ordem de Orange, uma organização fraternal unionista protestante, de marchar pela parte católica de Portadown. Os moradores católicos procuraram proibir a marcha anual de sua área, vendo-a como sectária , triunfalista e supremacista. Paisley era um ex-membro da Ordem de Orange e pertencia a uma irmandade protestante semelhante: os Apprentice Boys. Ele também discursou na reunião anual da Ordem Independente de Orange.
Em 30 de março de 1986, uma marcha legalista foi proibida no bairro católico. À meia-noite, 3.000 legalistas se reuniram no centro da cidade. Liderados por Paisley, eles forçaram a passagem da polícia e marcharam pelo bairro católico. Os moradores alegaram que alguns dos manifestantes carregavam armas e que a polícia pouco fez para impedir que os legalistas atacassem suas casas. Isso levou a graves tumultos entre moradores e a polícia.

Em julho de 1995, os moradores conseguiram impedir a Marcha Laranja de entrar em sua área. Milhares de Orangemen e legalistas se envolveram em um impasse com a polícia e o exército na Igreja de Drumcree. Paisley discursou em um comício em Drumcree, dizendo a uma multidão de milhares:
Morreremos se necessário em vez de nos rendermos! Se não vencermos esta batalha, tudo estará perdido. É uma questão de vida ou morte; é uma questão do Ulster ou da República da Irlanda; é uma questão de liberdade ou escravidão!
Depois, Paisley reuniu uma multidão de Orangemen e tentou passar pelas linhas policiais, mas foi preso. Os legalistas atiraram mísseis contra a polícia e tentaram romper o bloqueio; a polícia respondeu com balas de plástico. Em apoio ao Orangeman, os legalistas bloquearam estradas por toda a Irlanda do Norte, e houve ataques a católicos e à polícia. A marcha foi finalmente autorizada a continuar pela área católica. Quando a marcha terminou, Paisley e David Trimble deram as mãos no ar no que pareceu ser um gesto de triunfo, causando considerável mal-estar entre os residentes católicos.

### Campanha contra o Acordo da Sexta-Feira Santa

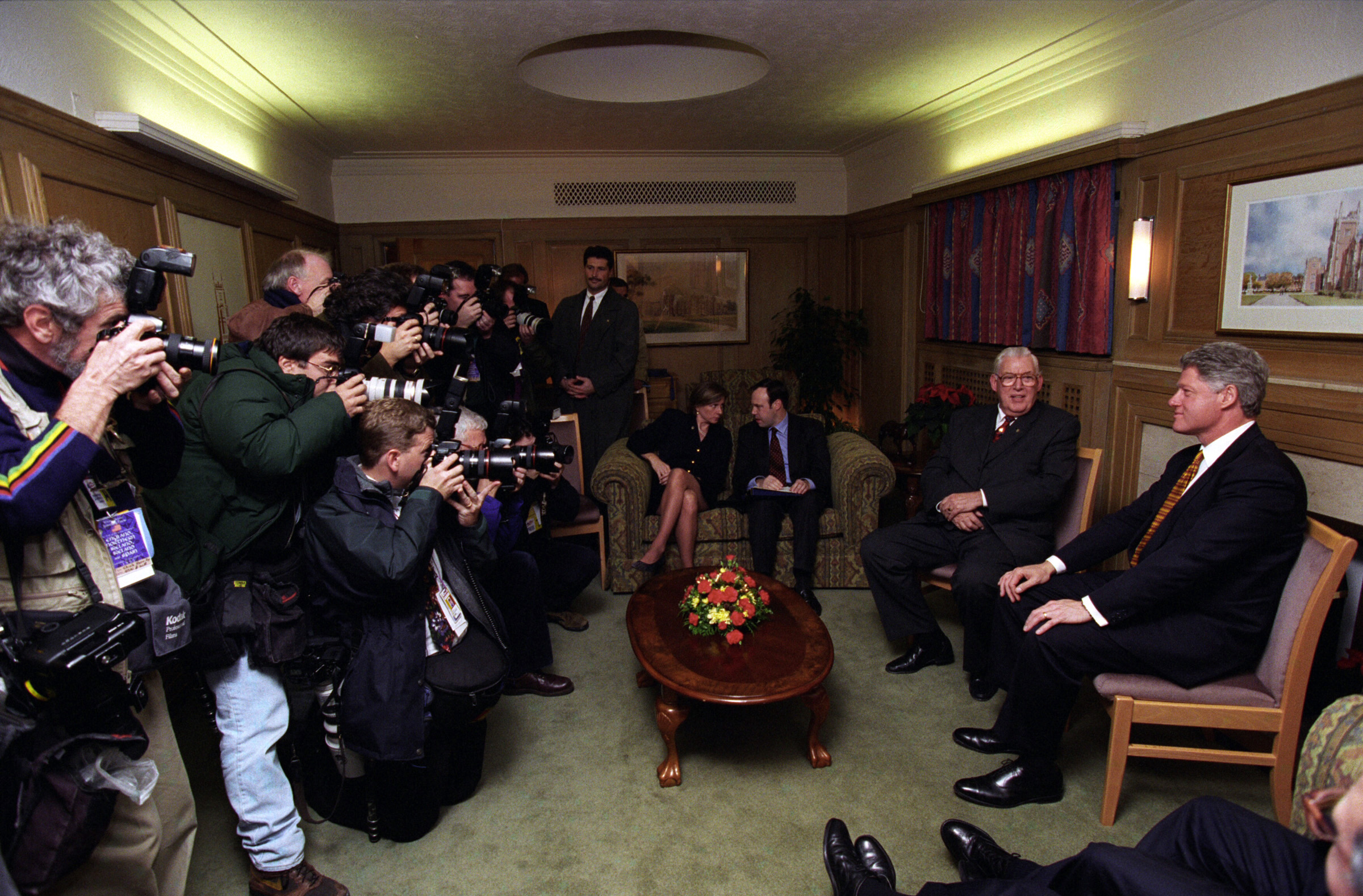
Paisley com o Presidente Bill Clinton em 1995

O DUP de Paisley esteve inicialmente envolvido nas negociações sob o comando do ex-senador dos Estados Unidos George J. Mitchell, que eventualmente levaram ao Acordo da Sexta-Feira Santa em 1998, mas o partido retirou-se em protesto quando o Sinn Féin foi autorizado a participar após o cessar-fogo do IRA Provisório em 1994. Em vez disso, Paisley viajou para Camarões com o documentarista Jon Ronson , filmando um episódio da série de televisão Witness chamado "Dr. Paisley, presumo". Paisley e seu partido se opuseram ao Acordo no referendo que se seguiu à sua assinatura, que o viu aprovado por mais de 70% dos eleitores na Irlanda do Norte e por mais de 90% dos eleitores na República da Irlanda.
Embora Paisley frequentemente enfatizasse sua lealdade à Coroa, ele acusou a Rainha Elizabeth de ser o "papagaio" de Tony Blair quando ela expressou aprovação ao Acordo.
O DUP lutou nas eleições resultantes para a Assembleia da Irlanda do Norte, para a qual Paisley foi eleito, mantendo seus assentos nos parlamentos de Westminster e Europeu. O DUP obteve dois assentos no executivo multipartidário de compartilhamento de poder (Paisley, como os líderes do Partido Social-Democrata e Trabalhista nacionalista (SDLP) e do Sinn Féin, optaram por não se tornar ministro), mas os membros do DUP que serviam como ministros (Peter Robinson e Nigel Dodds) se recusaram a comparecer às reuniões do Comitê Executivo (gabinete) em protesto contra a participação do Sinn Féin.

### Anos 2000: compromisso e poder

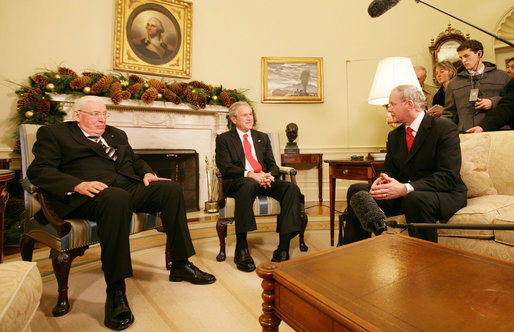
Paisley, George W. Bush e Martin McGuinness em dezembro de 2007

Aos 78 anos, Paisley aposentou-se de seu assento no Parlamento Europeu nas eleições de 2004 e foi sucedido por Jim Allister. Em setembro de 2004, ele concordou em se encontrar com Taoiseach Bertie Ahern, em sua capacidade política como líder do DUP. Em uma reunião inicial com Ahern na embaixada irlandesa em Londres, ele pediu café da manhã e pediu ovos cozidos; quando Ahern perguntou por que ele queria ovos cozidos, ele brincou "seria difícil para você envenená-los". Após rumores e uma mudança marcante em sua aparência, foi confirmado em julho de 2004 que Paisley estava passando por testes para uma doença não revelada e, em 2005, Ian Paisley Jr. confirmou que seu pai estava gravemente doente. O próprio Paisley disse mais tarde que "caminhou na sombra da morte".

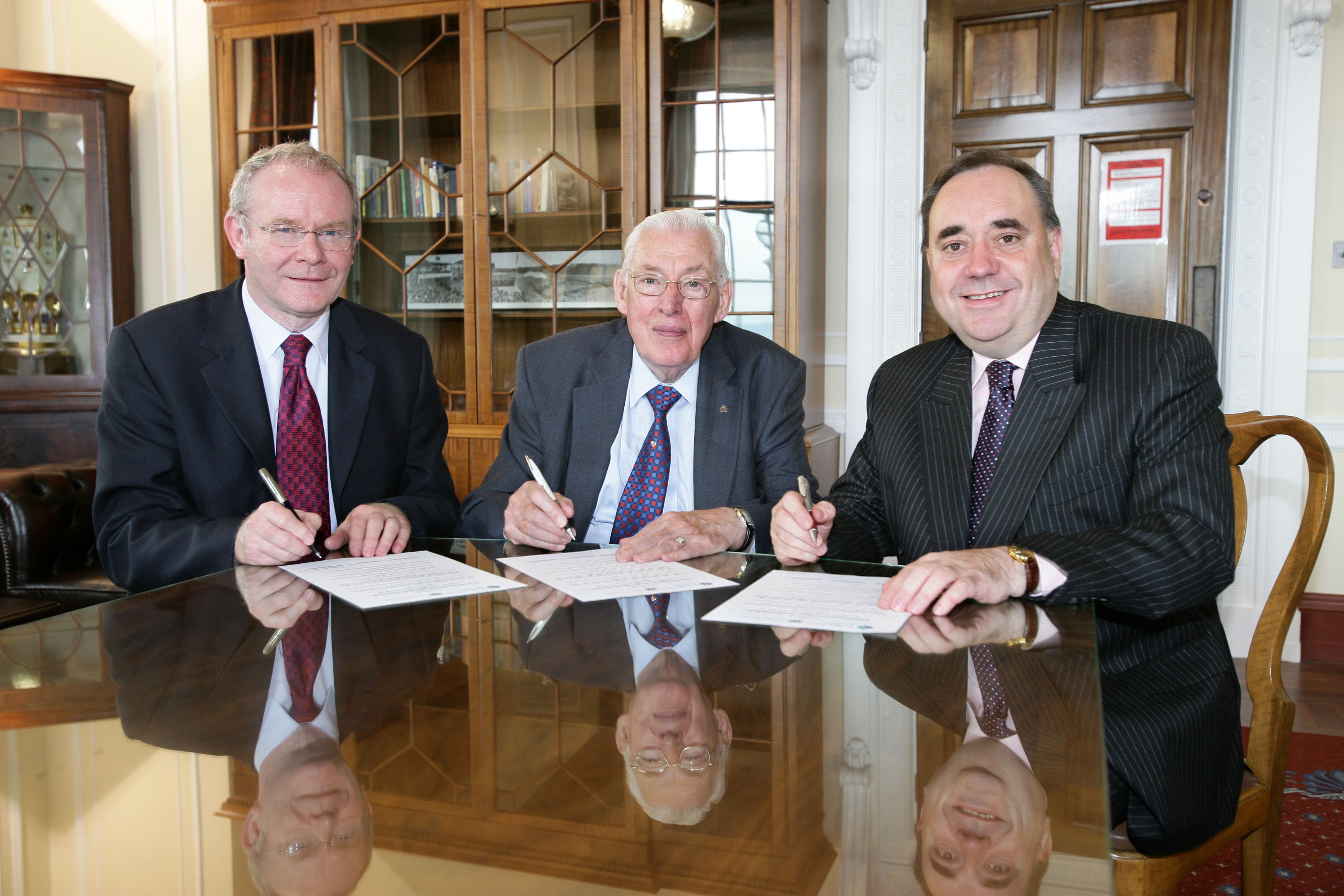
McGuinness, Paisley e o primeiro-ministro escocês Alex Salmond em 2008

Paisley manteve novamente seu assento em North Antrim nas eleições gerais do Reino Unido de 2005. Em 2005, ele foi nomeado Conselheiro Privado, uma nomeação tradicionalmente concedida a líderes de partidos políticos no Parlamento Britânico. No Acordo de Santo André de outubro de 2006, Paisley e o DUP concordaram com novas eleições e apoio a um novo executivo, incluindo o Sinn Féin, sujeito à aceitação pelo Sinn Féin do Serviço Policial da Irlanda do Norte, o sucessor da Royal Ulster Constabulary. Isso reverteu meio século de oposição ao Sinn Féin, como seus comentários quatro meses antes, em 12 de julho, em Portrush, após os desfiles da Ordem de Orange, quando disse: "[O Sinn Féin] não é adequado para estar em parceria com pessoas decentes. Eles não são adequados para estar no governo da Irlanda do Norte e será sobre nossos cadáveres se eles chegarem lá." O Sinn Féin posteriormente aprovou o PSNI e, nas eleições subsequentes, Paisley e o DUP receberam uma maior percentagem de votos e aumentaram os seus lugares na assembleia de 30 para 36. Na segunda-feira, 26 de março de 2007, data limite do Governo Britânico para a devolução ou dissolução, Paisley liderou uma delegação do DUP numa reunião com uma delegação do Sinn Féin liderada por Gerry Adams, que concordou com uma proposta do DUP de que o executivo seria estabelecido a 8 de maio.
Em 8 de maio de 2007, o poder foi transferido, a Assembleia se reuniu e Paisley e Martin McGuinness, do Sinn Féin, foram eleitos Primeiro-Ministro e Vice-Primeiro Ministro da Irlanda do Norte. Falando em Stormont para um público internacional convidado, ele disse: "Hoje, finalmente, estamos começando a trilhar o caminho - enfatizo, começando - que acredito que nos levará a uma paz duradoura em nossa província." Paisley e McGuinness posteriormente estabeleceram um bom relacionamento de trabalho e foram apelidados de "Irmãos Chuckle" pela mídia da Irlanda do Norte. Em setembro de 2007, ele confirmou que disputaria North Antrim nas eleições gerais de 2010, além de servir os quatro anos completos como Primeiro-Ministro, afirmando: "Posso muito bem fazer feno enquanto o sol brilha."
Em 2007, Paisley foi nomeado "Parlamentar da Oposição do Ano" no The House Magazine Parliamentary Awards e pelo The Spectator como "Homem da Maratona do Ano".

## Aposentadoria, últimos anos e morte
Após sua aposentadoria em janeiro de 2008 como líder da Igreja Presbiteriana Livre e pressão de membros do partido, em 4 de março de 2008, Paisley anunciou que deixaria o cargo de líder do DUP e Primeiro-Ministro da Irlanda do Norte em maio de 2008. Em 17 de abril, Peter Robinson foi eleito sem oposição como líder do DUP e sucedeu Paisley como Primeiro Ministro em uma sessão especial da assembleia em 5 de junho de 2008. Em 2 de março de 2010, foi anunciado que Paisley deixaria o cargo de Membro do Parlamento na eleição geral daquele ano. Seu filho Ian Paisley Jr. foi eleito para sucedê-lo na cadeira na eleição geral de 6 de maio de 2010.
Em 18 de junho de 2010, Paisley foi criado um par vitalício como Barão Bannside, de North Antrim, no Condado de Antrim, indicado pelo ex-primeiro-ministro Gordon Brown, e foi apresentado na Câmara dos Lordes em 5 de julho de 2010. Bannside era o distrito eleitoral do Parlamento da Irlanda do Norte que Paisley havia vencido em 1970; ele optou por não assumir o título de "Lord Paisley", pois sua esposa já estava na Câmara como Baronesa Paisley e ele disse que isso implicaria que ela estava "sentada não por direito próprio, mas como minha esposa". Eileen Paisley foi elevada à Câmara dos Lordes como Baronesa Paisley de St George quatro anos antes.

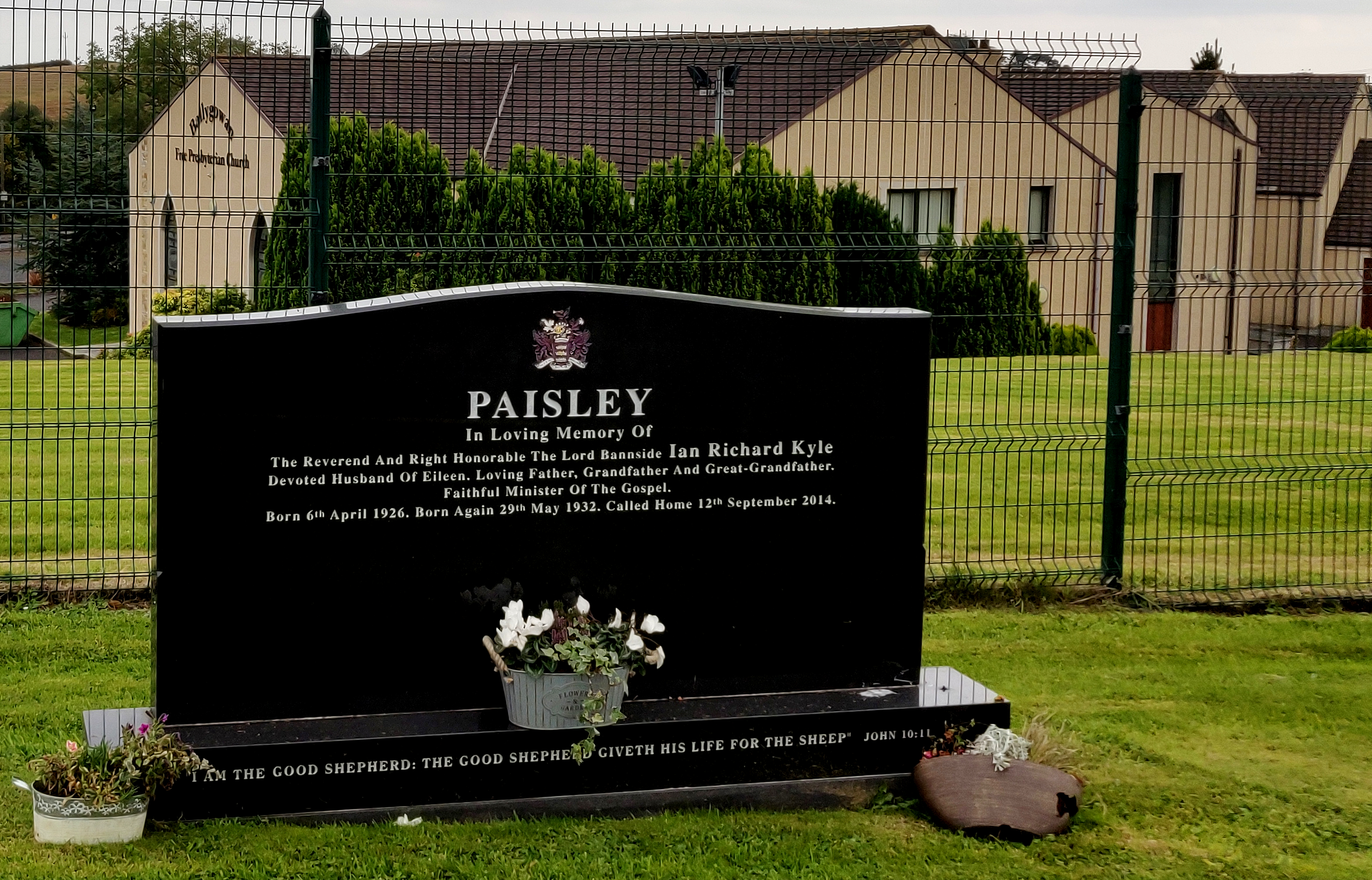
Túmulo de Paisley na Igreja Presbiteriana Livre, Ballygowan, Co. Down

Em novembro de 2011, Paisley anunciou à sua congregação, que liderou por mais de 60 anos, que se aposentaria como ministro. Ele fez seu último sermão para um público lotado no Martyrs' Memorial Hall em 18 de dezembro de 2011, e finalmente se aposentou de seu ministério religioso aos 85 anos, em 27 de janeiro de 2012.
Em fevereiro de 2012, Paisley foi internado no hospital com problemas cardíacos. Jim Flanagan, editor do Ballymena Guardian, que falou com amigos próximos da família, disse que Paisley tinha sido capaz de se comunicar "até certo ponto" com os membros da família. Um ano antes, ele tinha um marcapasso instalado devido a uma arritmia cardíaca, durante seu tempo na Câmara dos Lordes. No final de dezembro de 2013, Paisley foi mais uma vez levado ao hospital para "exames necessários". Ian Paisley Jr. enfatizou que eles eram de rotina.

Paisley morreu em Belfast em 12 de setembro de 2014, aos 88 anos. Seu corpo foi enterrado em Ballygowan, no Condado de Down, em 15 de setembro, após um funeral privado, e um memorial público para 830 convidados foi realizado no Ulster Hall em 19 de outubro de 2014. Um obituário do New York Times relatou que, no final da vida, Paisley moderou e suavizou suas posições contra os católicos romanos, mas que "os legados de lutas e ódios religiosos permaneceram".